# Teddy Bear
"Teddy Bear", eller, som den oprindeligt blev lanceret, "(Let Me Be Your) Teddy Bear", er en komposition af Kal Mann og Bernie Lowe og indspillet af Elvis Presley. Sangen blev skrevet til og brugt i Elvis-filmen Loving You fra 1957.
"Teddey Bear" er indspillet i Paramount Scoring Stage i Hollywood den 18. januar 1957 og blev udsendt på filmens soundtrack, som ligeledes hed Loving You. Samtidig blev den udsendt som A-side på en single, der på B-siden havde filmens titelmelodi "Loving You". Singlen blev nummer et på de amerikanske hitlister i sommeren '57, hvor den havde førstepladsen syv uger i træk.
Elvis Presley modtog i tusindvis af teddybjørne fra sine fans i perioden efter at pladen blev udsendt. Den 26. december 1957 forærede han en lastbilfuld bamser til "The National Foundation for Infantile Paralysis" (hospital for børn med børnelammelse).
Singlen havde nr. RCA 47-7000 (45'er) og RCA 20-7000 (78'er) og kom på gaden den 11. juni 1957.
Den 24. september 2002 udgav RCA en CD med titlen "ELV1S 30 #1 HITS" (bemærk at 'i' i Elvis er erstattet af et 1-tal), hvor "Teddy Bear" var med. Denne nye CD blev, ligesom i sin tid sangene på den, nummer 1 på hitlisterne rundt om i verden, – 25 år efter kunstnerens død!

## Personer medvirkende på pladeindspilningen
- Elvis Presley, sang og akustisk guitar
- Scotty Moore, guitar
- Bill Black, bas
- D.J. Fontana, trommer
- Dudley Brooks, klaver
- The Jordanaires, baggrundskor

## Andre versioner
Elvis Presley indspillede gennem årene en række andre versioner af sangen i forbindelse med koncertoptagelser fra hans mange shows. Disse indspilninger findes bl.a. på hans albums Elvis As Recorded At Madison Square Garden, An Afternoon In The Garden, Elvis Aron Presley og Elvis In Concert.
Endvidere har en lang række af solister og grupper lavet deres indspilninger af "Teddy Bear", fx Pat Boone i 1963, Mud i 1982, Tanya Tucker i 1994 og ZZ Top i 1999.
Herhjemme lavede Bamses Venner i 1975 en dansk version med tekst af Flemming "Bamse" Jørgensen. Den danske version hed "Bamsefar" og blev udgivet på gruppens LP Bamses Venner.

## Links
- Tekst og guitaraccorder til originalindspilningen med Elvis Presley